# Ferruccio Manza
Ferruccio Manza (* 26. April 1943 in Nave) ist ein ehemaliger italienischer Radrennfahrer und Weltmeister im Radsport.

## Sportliche Laufbahn
Manzas bedeutendster Erfolg war der Sieg im Mannschaftszeitfahren bei der UCI-Straßen-Weltmeisterschaft 1964. Es war zudem sein erstes Jahr in der italienischen Nationalmannschaft, nachdem er einige italienische Rennen gewonnen hatte. Bei den Olympischen Sommerspielen 1964 in Tokio gewann er mit der italienischen Vierermannschaft Silber im Mannschaftszeitfahren. Er startete auch im olympischen Straßenrennen, schied jedoch aus.
1966 und 1967 startete er als Berufsfahrer für italienische Teams, konnte aber keine nennenswerten Erfolge erzielen.